# Cold Beer Conversation
Cold Beer Conversation è il ventottesimo album in studio del cantante di musica country statunitense George Strait, pubblicato nel 2015.

## Tracce
1. It Was Love – 3:31 (Keith Gattis)
2. Cold Beer Conversation – 3:49 (Al Anderson, Ben Hayslip, Jimmy Yeary)
3. Let It Go – 3:33 (George Strait, Bubba Strait, Gattis)
4. Goin' Goin' Gone – 4:14 (Wyatt Earp, Gattis)
5. Something Going Down – 3:13 (Jamey Johnson, Tom Shapiro)
6. Take Me to Texas – 3:30 (Brandy Clark, Shane McAnally)
7. It Takes All Kinds – 2:52 (G. Strait, B. Strait, Bob Regan, Wil Nance)
8. Stop and Drink – 3:58 (Dale Dodson, Troy Jones)
9. Everything I See – 3:49 (G. Strait, B. Strait, Dean Dillon, Gattis)
10. Rock Paper Scissors – 3:05 (Casey Beathard, Monty Criswell, B. Strait)
11. Wish You Well – 3:36 (Clint Daniels, Jeff Hyde, Brice Long)
12. Cheaper Than a Shrink – 3:33 (Bill Anderson, Buddy Cannon, Johnson)
13. Even When I Can't Feel It – 3:34 (Dillon, Hayslip, Lee Thomas Miller)